# Масакр у Дракулићу
Масакр у Дракулићу, Шарговцу и Мотикама је масовно погубљење српских цивила које су починиле хрватске усташе 7. фебруара 1942. године. Усташе су тог дана убиле више од 2300 српских цивила, од којих 551 дијете, међу којима су и 52 ђака која су убијена у основној школи Ђура Јакшић, у Шарговцу. Убијени су прво Срби који су радили у руднику Раковац, а након тога покољ је настављен у бањалучким насељима Дракулић, Шарговац и Мотике. Злочин у овим насељима представља највећи хрватски покољ у само једном дану не рачунајући велике системе за уништавање Срба, попут логора Госпић — Јадовно — Паг (1941) и Јасеновац (1941—1945).
Након рата надлежне комисије (земаљска, окружна, среска) нису успјеле идентификовати имена припадника Поглавникове тјелесне бојне који су починили овај злочин. Позната су само имена надпоручника Јосипа Мишлова и капетана Николе Зелића, која су већ била доступна из докумената НДХ. Нико од њих није осуђен. За злочин су одговарали само Мирослав Филиповић, Виктор Гутић и још неколико локалних саучесника.

## Позадина
Град Бања Лука се у том периоду налазио у средишту Независне Државе Хрватске, на чијем челу је био Анте Павелић. Програм НДХ, који је формулисао Миле Будак, био је да се очисти Хрватска од Срба „убијањем једне трећине, протјеривањем друге трећине и асимилирањем преостале трећине”. Хрватске власти већ су у Бањој Луци и околини од априла 1941. започеле насиље над Србима, које је попримило сва обиљежја геноцида.
У организационој структури власти Хрватске у Бањој Луци и околини главну ријеч је имао Виктор Гутић. Он се од априла 1941 године, када је успостављена хрватска власт у овим крајевима, налазио на челу стожера (штаба) за Босанску Крајину, а био је и „ликвидатор бивше Врбаске бановине”.
Тадашњи бискуп бањолучки Јозо Гарић, давао је снажну подршку стожернику Гутићу и његовој политици, помажући превођење православних Срба на римокатолицизам.
Већ у првим данима по преузимању власти издате су наредбе и забране које су се односиле само на Србе и Јевреје. Неке од њих биле биле су: забрана кретања на улици од 21.00 до 6.00 ујутро, забрана напуштања града без специјалне дозволе, конфисковање имовине, забрана уласка у угоститељске објекте, наређење о замјени ћириличних натписа латиничним итд. У Бањој Луци је прије Другог свјетског рата живјело око 400 Јевреја. Под хрватском влашћу сви они су морали напустити Бању Луку. Рат је преживјело око 150 бањолучких Јевреја, али их се у град до 15. новембра 1945. вратило само 24.
Дана 1. маја 1941. Потпредсједништво Владе НДХ, на челу са Османом Куленовићем, пресељено је из Загреба у Бању Луку. Након тога Гутић је потписао наредбу да се сви Срби и Јевреји у Бањој Луци морају иселити у року од 24 сата из својих станова у близини зграде бивше Банске управе, у којој је било сједиште Усташког стожера, и у близини зграде Хипотекарне банке, у којој је било Потпредсједништво Владе НДХ.
Хрватске власти упутиле су опомену епископу Платону (Јовановићу), који је био на челу Бањалучке епархије Српске православне цркве, да у року од пет дана напусти „хрватске крајеве” и одсели из Бање Луке. Та мјера важила је и за све остале Србе у Бањој Луци, који су били родом из Србије и Црне Горе. С обзиром на то да епископ Платон није желио да напусти своје свештенство и вјернике, имајући и јемство бискупа Јозе Гарића, био је ухапшен 5. маја 1941, заједно са протојерејом Душаном Суботићем. Обојица су свирепо мучени, а затим убијени и бачени у ријеку Врбању.
Крајем маја 1941. из Врбаса и Врбање извађени су лешеви 58 убијених Срба. Од три храма Српске православне цркве у Бањој Луци, два су срушена, укључујући и Саборну цркву, а један је претворен у грко-католичку цркву. Јеврејска синагога претворена је у јавну кућу.
Дана 6. маја 1941. у Бањој Луци је ухапшено још 13 угледних Срба: трговаца, судија, професора, свештеника и занатлија. Они су затворени у тадашњем градском затвору познатом под називом „Црна кућа”. Хапшења су настављена и наредних дана, а тројица Срба стријељани су 12. маја 1941. у Звечају код Бање Луке, а потом су њихова тијела објешена у Крупи на Врбасу.
Анализа полицијских и судских докумената НДХ из Бање Луке показује да су оптужбе против Срба биле стереотипне, да су настајале на основу денунцијација и да су биле само формално покриће казненом суђењу по кратком поступку.
У првој половини јуна 1941. четворо Срба изведено је из Црне куће и убијено. Један извјештај наводи да су из Црне
куће скоро сваку ноћ извођени Срби и, по Гутићевом усменом наређењу, изван Бање Луке „звјерски мучени, убијани и
бацани у Врбас”.
Дана 8. јуна 1941. наређено је да сви српски младићи, тј. „грко-источњаци”, морају да иду на принудни рад у трајању од шест мјесеци, без права на икакву плату. Почетком наредног мјесеца ухапшено је око 500 породица, а на њихове куће и станове стављен је натпис „Својина хрватске државе”. Од свих ухапшених одузети су новац и драгоцјености. Крајем мјесеца јула усташко редарство у Бањој Луци сачинило је списак од 40 Јевреја који ће бити транспортовани у логор.
Након тога ухапшен је велики број угледних Срба у Бањој Луци, а 16. августа 1941. стријељале су њих осам.
Током јесени 1941. страдало је српско становништво приградског насеља Ребровац. Усташе су 19. децембра 1941. убиле 43 Срба у Великом Блашком, а у Челинцу су на Божић 7. јануара 1942. убили све Србе у чијим кућама су видјели да гори божићна свијећа. Хрватски командант у Бањој Луци захтијевао је 12. јануара 1942. да 88 Срба, затворених у граду, буде спроведено у Јасеновац.
Њемачки генерал Фортнер, командант 718. дивизије, чији се штаб налазио у Бањој Луци, супротстављао се Гутићевим акцијама против Срба, јер је то јачало српски устанички покрет у Босанској Крајини. Крајем јула 1941. дошло је до отворених свађа између Фортнера и Гутића, а њемачки генерал пријетио је да ће затворити Гутића и његове сараднике. Због тога је Павелић био приморан да Гутића повуче из Бање Луке и да га 25. августа 1941. постави на вишу функцију у Министарство унутрашњих послова НДХ у Загребу. Умјесто њега, на чело Усташког стожера у Бањој Луци 17. септембра 1941. постављен је поручник Мирко Бељан.

## Масакр
Дана 7. јануара 1942. њемачке војне јединице су напустиле Бању Луку због учешћа у операцијама против српских устаничких одреда у источној Босни. Средином јануара је на иницијативу Виктора Гутића у Бању Луку из Загреба доведен Поглавников тјелесни батаљон (бојна), коју су претежно чинили Хрвати из Херцеговине на челу са капетаном (сатником) Николом Зелићем.
На челу Велике жупе Сана и Лука у периоду од јула 1941. до почетка априла 1942. био је велики жупан Ладислав Алеман, бивши аустроуграски официр. Он је у свом извјештају потпредсједнику Владе Џаферу Куленовићу, који му је упутио 11. фебруара 1942, описао стање у Бањој Луци тих дана. У извјештају се наводи да су поступци усташке бојне приликом патролирања били врло сурови и необуздани, те да за многе од људи које су ухапсили постоји оправдана сумња да су убијени. Поступали су арогантно и набусито према грађанима и представницима власти, а нису се држали ни споразума са војним и цивилним властима, те су улазили у туђе надлежности.
Злочин у Дракулићу, Шарговцу и Мотикама се десио између два злочина који су над Србима почињени 5. и 12. фебруара у Ивањској и Пискавици, а које су превасходно починили локални Хрвати. Током Другог свјетског рата живот је изгубило око 520 Срба из Ивањске и Пискавице, од којих је већина убијена 5, и 12. фебруара 1942, године.
Састанак на којем су договорени детаљи плана за дракулићки масакр одржан је 6. фебруара 1942. у римокатоличком самостану на Петрићевцу. Састанку су присуствовали Виктор Гутић, др Фердо Стилиновић (предсједник суда у Бањој Луци) и неколико католичких свештеника, међу којима је био и Мирослав Филиповић. Договорено је да се што више користи хладно оружје, како се усљед пушчане паљбе становништво не би разбјежало. Усташка бојна је добила задатак да опколи три села и да у њима поубија цјелокупно српско становништво. Дана 7. фебруара између три и четири часа ујутро извршено је опкољавање села, а затим је започело убијање људи.
Припадници Павелићеве гарде (Поглавников тјелесни сдруг) уз помоћ локалних Хрвата саучесника, убили су хладним оружјем око 2.300 Срба. Злочин је преживио веома мали број Срба који су живјели у ова три мјеста, углавном они који су од априла 1941. били у њемачком заробљеништву или су се на дан злочина неким послом затекли изван села. Починиоце овог покоља предводио је капетан Јосип Мишлов у пратњи петрићевачког жупника, фратра Мирослава Филиповића, а све је испланирао ранији усташки стожерник, др Виктор Гутић. У покољу је између осталог кориштен и србомлат.
| мјесто покоља                           | број жртава (сви српске националности) |
| --------------------------------------- | -------------------------------------- |
| Дракулић                                | 1.363                                  |
| Шарговац                                | 257                                    |
| Мотике                                  | 679                                    |
| рудари из околних села (рудник Раковац) | 16                                     |
| укупно                                  | 2.315                                  |

Према списку из књиге „Рат и дјеца Козаре”, Драгоја Лукића, у Дракулићу је убијено 294 дјеце, у Мотикама 207, а у Шарговцу 50. Укупно 551 дијете у ова три насеља. Међу убијеном дјецом било је 11 новорођенчади 1942. годиште, 45 беба 1941. годиште, 82 дјеце рођене 1940. године итд. Поједине жене и дјевојчице биле су силоване, а потом убијене. У селима: Дракулић, Демировац и Међеђа усташе су од младих девојака захтијевали „да дигну сукње, потом их бајонетима боли међу ноге”

### О самом покољу
- Овај злочин представља најмасовнији покољ Срба, у једном дану, на кућним огњиштима.
- Покољ је почео у раним јутарњим часовима и био је завршен до 14 ч.
- Геноцид је извршен над сасвим мирним српским становништвом, није представљао одмазду за било шта.
- Покољ је предводио и показно клао Србе, злогласни Фра Мирослав Филиповић.
- Према списку, Драгоја Лукића, у Дракулићу је убијено 294 дјеце, у Мотикама 207, а у Шарговцу 50. Укупно 551 дијете млађе од 12 година у ова три насеља.[5]

#### Покољ српских ђака у Шарговцу
Истог дана, усташе су у данашњој Основној школи Ђура Јакшић, у насељу Шарговац заклале 52 српска ученика.
Учитељица, Добрила Мартиновић, послије рата је дала драгоцјену изјаву Лазару Лукајићу, који је написао и књигу, која је записана овако:
„У учионицу је изненада за вријеме часа ушао фратар Мирослав Филиповић са 12 својих усташа, опонашајући Исуса Христа и 12 његових апостола. Њега сам одраније добро познавала. Познавала су га и дјеца, јер је фратар често пролазио кроз Дракулић, Шарговац и Мотике. Био је обучен у нову усташку униформу. Усташе су стале поред катедре и школске табле, окренути према клупама и дјеци…
Затим је фра Филиповић замолио учитељицу да изведе из клупе једно српско дјете. Учитељица, не слутећи шта ће бити, извела је љепушкасту и уредну девојчицу Радојку Гламочанин, ћерку угледног домаћина Ђуре Гламочанина, који је тада био у заробљеништву у Њемачкој и на тај начин преживио рат.
Фратар је нежно прихватио дјете, подигао га на катедру и онда почео полако, натенане, да га коље пред осталом дјецом, учитељицом и усташама. У учионици је настала вриска и паника. Ужаснута дјеца су вриштала и скакала. А Филиповић се смирено и језуитски достојанствено обратио својим усташама: Усташе, ово ја у име Бога покрштавам ове изроде, а ви слиједите мој пут. Ја први примам сав гријех на моју душу, а вас ћу исповједити и разријешити свих греха.

Онда је фра Филиповић наредио учитељици да сву српску дјецу изведе у двориште. Потом је отишао у другу учионицу, па је и учитељици Мари Туњић наредио да изведе сву српску дјецу. У дворишту је, на утабаном снијегу, укруг поставио усташе, па наредио дјеци да трче поред њих. Како које дјете налети, усташа га прикоље и измрцвари. И све тако док сва дјеца нису поклана.“

## Организатори, починиоци и саучесници
Уз Виктора Гутића, као главног наредбодавца у Бањој Луци, Санском Мосту, Приједору и другим мјестима важну улогу у организацији злочина над српским становништвом имао је и његов брат Блаж Гутић, који је био „равнатељ редарства”, тј. управник полиције. Уз браћу Гутић, значајни људи хрватског режима у Бањој Луци били су: Феликс Неђелски, први замјеник стожерника, Стјепан Момчиновић, тајник (тј. секретар) стожера, Еторе Соранија, лични тајник Виктора Гутића, Фердо Стилиновић, предсједник Окружног суда у Бањој Луци, Ђуро Крешић, судија, Срећко Божић, управник града, Мирко Балвановић, шеф агената, Фрањо Пелек, командант страже, Вилко Буторац, чиновник у задрузи Хрватског културног друштва „Напредак” и Златко Чондрић, шеф Општег одсјека Управе полиције. Поред њих, Гутићеви сарадници из нижих друштвених слојева били су: Асим Ђелић, тјелохранитељ Виктора Гутића, Ахмет Беглербеговић, месар, Нико Чондић, грађевински радник, Ђуро Кан, чиновник у руднику Лауш и Мирко Ковачић, месар.
Јосип Мишлов (или Мислов) је био натпоручник (капетан) и командант операције. Предводио је усташке јединице током масакра, координишући нападе у селима Дракулић, Шарговац, Мотике и руднику Раковац.
Фра Вјекослав Филиповић (такође познат као Мирослав Филиповић или „Фра Сатана”) био је жупник из самостана Петрићевац и кључни организатор покоља. Активан учесник у масакру, познат по ужасним поступцима.
Фра Никола Билогривић је био сарадник у планирању покоља. Помиње се као један од организатора заједно са Гутићем, посебно у контексту тровања паса у селима пре напада како би се спречило упозорење .
Чланови „Друге тјелесне Поглавникове бојне” били су припадници елитне јединице из Загреба који су извршили масакр. Њихова идентификација није урађена, наведени су као „усташе из Загреба”. Појединци попут Николе Зелића (бојника) помињу се у неким извјештајима, али ни његова улога у догађају није сасвим расвијетљена.
Локални саучесници из Дракулића:
Андрија Голуб, Марко Плетикоса, Шимо Плетикоса, Петар Плетикоса, Фридо Азлер и други.
Учествовали су у блокади села, водили усташе до српских кућа и пљачкали имовину. Њихова имена забиљежена су у изјавама преживјелих и званичним извјештајима Комисије.
Локални саучесници из Шарговца:
Иван Јурић, Виктор Нанута, Марко Голуб, Илија Голуб.
Комисија је прикупила детаље о њиховој улози, активно су учествовали у убиствима у 22 српска дома у Шарговцу у којима је убијено 89 људи.
Локални саучесници из Мотика:
Петар Марић, Анто Степанчевић, Мато Домазет, Иво Домазет, Нико Дурбић, Јуре Дурбић, Јосо Дурбић, Иво Дурбић, Миле Липовац, Миле Јосиповић, Јосо Јосиповић, Миле Касиповић и други.
Били су чланови „Легије Мотичана”, учествовали су у блокади и убиствима у засеоцима.

## Суђења
Мирославу Филиповићу је суђено 1946. пред судом у Београду. За ратне злочине осуђен је на смрт и објешен у Загребу.  Виктор Гутић је послије рата побјегао у Италију. Препознат је и изручен Југославији. Суђено му је за ратне злочине над српским становништвом заједно са Феликсом Неђелским и Николом Билогривићем. Осуђени су на смрт 11. фебруара 1947. године и погубљени у Бањој Луци девет дана касније. Осим њих четворице, од бројних учесника и саучесника у злочинима над Србима у Бањој Луци и околини на смрт је осуђен само још локални Хрват Марко Плетикоса. На временске казне затвора за ове злочине осуђено је само још неколико локалних Хрвата, који су потом амнестирани. Од припадника Поглавникове тјелесне бојне који су починили дракулићки масакр, нико није одговарао, нити су до данас позната њихова имена.

## Период заташкавања злочина
Комунистичке власти СФРЈ су годинама послије рата сакривале овај злочин, како не би нарушавали идеологију братства и јединства југословенских народа. Поред тога, овај злочин је заташкаван јер је велики број усташа при крају рата прешао у партизане. Неки од њих су заузели значајне функције попут официра ОЗН-е. Тако су били у прилици да сакривају своје злочине, избјегну одговорност, па чак и да прогоне оне малобројне преживјеле рођаке жртава који су трагали за истином.
Тек 1965. године у Дракулићу је подигнут скромни споменик са петокраком и натписом: „ЗАХВАЛНИ НАРОД ПОДИЖЕ СПОМЕНИК РОДОЉУБИМА НАСТРАДАЛИМ ОД ФАШИСТИЧКОГ ТЕРОРА”: Исто тако, на споменику је умањен број жртава. Писало је да је убијено 1.400 људи, а сакривена је и националност жртава и њихових убица.
Надлежна државна институција је направила прве спискове познатих жртава 1946. године. На том списку Земаљске комисије за утврђивање ратних злочина на простору тадашњег мјесног народног одбора Дракулић била су 542 имена, а наведено је и то да још 110 жртава „нису могле бити поименично утврђене”. За Шарговац је број утврђених имена износио 102, а неутврђених 15, док је за Мотике утврђених било 485, а неутврђених 65. На овим документима нису назначени вријеме, мјесто и начин смрти жртава.
Преживјели рођаци убијених су покушавали да самоиницијативно направе тачније спискове жртава овог злочина, а један такав списак направио је 1957. године Васо Митровић, родом из Дракулића. Године 1964. су заједно са локалним Савезом бораца НОР-а покренули акцију откопавања посмртних остатака и њихово сахрањивање у заједничку гробницу, која је саграђена 1965. године, али прецизнији списак ни тада није сачињен, а један мјештанин је притворен јер је захтијевао да на спомен-костурници буду постављена православна хришћанска обиљежја.
Први историчар који се усудио да пише о злочинима над Србима на простору Бање Луке био је Душан Лукач у својој књизи „Бања Лука и околица у рату и револуцији”, која је објављена 1968. године. Двије године касније објављена је књига „[[Крајина и Крајишници II|Крајина и Крајишници -{II}]]-” аутора Душана Иванчевића који је нешто опширније писао о овом злочину, али је одлуком Окружног суда у Београду дистрибуција ове књиге била трајно забрањена.
Драгоје Лукић, бивши логораш у Старој Градишци и Јастребарском, те борац НОР-а од 1942. године, када су га ослободили партизани, највећи дио живота посветио је трагању за истином о дјеци страдалој у геноциду над Србима на територији НДХ. У својој књизи Рат и дјеца Козаре, објављеној 1979. године такође је поменуо овај злочин са посебним освртом на убијену дјецу.
Војдраг Берчић, партизански првоборац и правник, режирао је 1981. године краткометражни играно-документарни филм ,,De hoc tristissimo eventu — О овом претужном догађају’’, који је приказан у Новом Саду три године касније.

## Култура памћења
Тек 1991. године жртве овог злочина коначно су добиле достојанствен натпис на споменику, а 7. фебруара исте године први пут је одржан парастос жртвама. Градске власти Бање Луке су замијениле на споменику петокраку са православним крстом, а број жртава је преправљен на 2.300 људи. Споменик је тада и освештан, а парастоси се од тада одржавају сваке године на дан злочина. Нешто раније, 1988. године, у Дракулићу је започета изградња спомен храма за жртве овог хрватског усташког покоља, а наредне године темељ храма је и освештан.
По први пут чланак о овом злочину објављен је у Гласу (тада јединим дневним новинама у Бањој Луци) тек за ту 49. годишњицу злочина 1991. године.
Првом парастосу 1991. године присуствовали су високи званичници Српске православне цркве и општине Бања Лука. Говор је одржао Радован Караџић, тадашњи предсједник Српске демократске странке, који је касније постао први предсједник Републике Српске. У име потомака жртава говор је одржао Теодор Брковић, завршивши га ријечима: Ми, који смо њихови потомци, који смо давно прерасли њихове године, овим људским чином испунили смо дио свог дуга. Нисмо заборавили, опростити не умијемо, светити се не знамо и не желимо.
Натпис на новој спомен-плочи тачније описује злочин: Дана 7. фебруара 1942. године у селима Дракулић, Шарговац и Мотике и у руднику Раковац усташе су ножевима и сјекирама, према сопственом признању, побиле око 2300 Срба. Није их спријечио ни плач дјеце из колијевки, ни врисак мајки, ни мук стараца. На крају је написано: Споменик подиже СУБНОР Бања Лука 1965. г. Обновише мјештани ових села 1991. године..
Године 1999. новинар и публициста Јован Бабић објавио је роман Дракулићи који је преведен на енглески језик, под
насловом New-age Draculas.
Највећи допринос утврђивању идентитета жртава дао је Лазар Лукајић, који је критички анализирао постојеће спискове и спровео опсежно истраживање. Он је 2005. године у књизи под насловом Фратри и усташе кољу објавио до сада најпотпунији списак убијених људи у овом догађају.
Спомен-храм Светог великомученика Георгија у Дракулићу освештали су 2009. епископ бањалучки Јефрем (Милутиновић), епископ осјечкопољски и барањски Лукијан (Владулов), те викарни епископ хвостански Атанасије (Ракита), уз саслужење свештенства Бањалучке епархије. Освештењу храма присуствовао је предсједник Владе Републике Српске Милорад Додик. У храму је саграђена и крипта, са намјером да у њу буду пренесене мошти новомученика. С обје стране иконостаса, написана су имена и презимена побијених Срба, са натписом:
Списак српског православног становништва села: Дракулић, Шарговац и Мотике као и рудника Раковац над којима су усташе Независне Државе Хрватске извршиле стравичан злочин 7. фебруара 1942. године, побивши више од 2311 људи, жена и дјеце. (…) Мученици Твоји Господе, у страдању своме су примили непропадљиви вијенац од Тебе Бога нашега, јер имајући помоћ Твоју мучитеље побједише, а разорише и немоћну дрскост демона, њиховим молитвама спаси душе наше. (…) Овај списак новомученика дракулићких сачињен је према до сада познатим историјским изворима али је коначни број жртава једино Богу познат. Љета Господњег 2009.
Један од ријетких преживјелих Срба запослених у руднику Раковац, Новак Вукелић објавио је своја сјећања 2011. године. Књига Звјерињак из комшилука садржи његов говор на комеморацији код споменика 1992, као и неколико свједочења која су, у наредним годинама, објављена у Гласу српском. Ту се налази и свједочење Драгице Савановић (рођене Стијаковић), првобитно објављено у истом листу, која је као дванаестогодишњакиња преживјела злочин на подручју Мотика.
Тихомир Левајац написао је 2011. кратку причу о учитељици Добрили Мартиновић под насловом Прича која лута свиетом, а наредне године на згради Основне школе „Ђура Јакшић” у Шарговцу постављена је спомен-плоча са именима 52 ученика убијена 7. фебруара 1942.
Удружење потомака и поштовалаца жртава усташког покоља у селима Дракулић, Шарговац и Мотике под називом 7. фебруар 1942. године основано је 2019. године.
Горан Латиновић и Никола Ожеговић објавили су 2020. први научни рад о овом злочину. Рад је објављен на енглеском језику у научном часопису Балканика под насловом St. Bartholomew’s Night" of Banja Luka. The Ustasha Crime against the Serbs in the Banja Luka Area on 7 February 1942. Двије године касније исти аутори објавили су опширнији научни рад на српском језику под насловом Хрватски злочин над Србима у руднику Раковац и селима Дракулић, Шарговац и Мотике код Бање Луке 7. фебруара 1942.
Године 2021. објављена је брошура о злочину, култури памћења и спомен-храму у Дракулићу, у издању мјесне парохије, која садржи и бесједе свештеника Срђана Рољића изговорене на поменима од 2009. до 2021. године.